# 謝爾吉耶夫斯克區

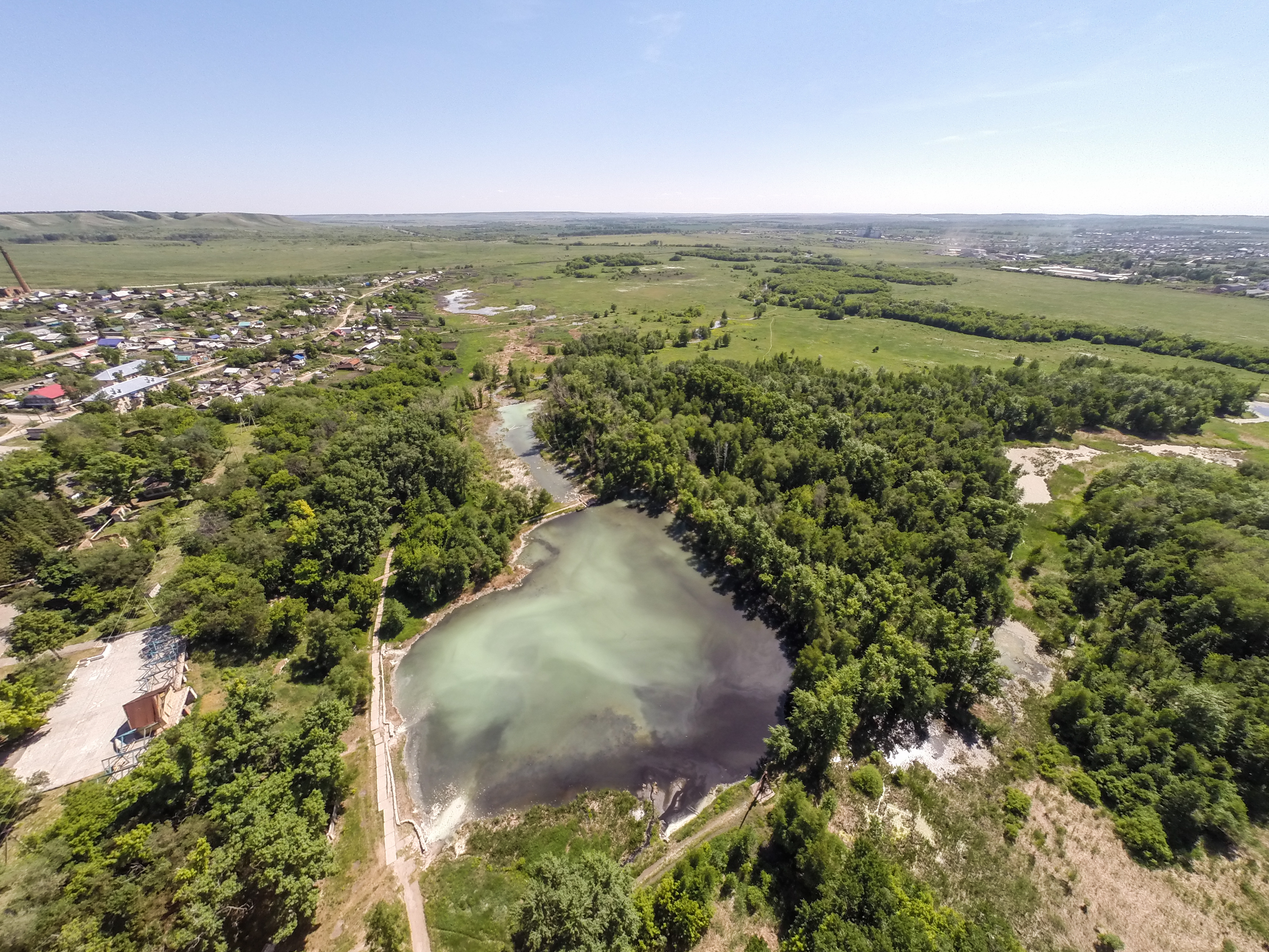

53°50′N 51°20′E / 53.833°N 51.333°E
謝爾吉耶夫斯克區（俄语：Сергиевский район），是俄羅斯的一個區，位於該國西南部，由薩馬拉州負責管轄，面積2,720平方公里，2010年人口47,548，人口密度每平方公里17.48人。